# Russule
Russula
Genre
Espèces de rang inférieur
- Plusieurs centaines d'espèces

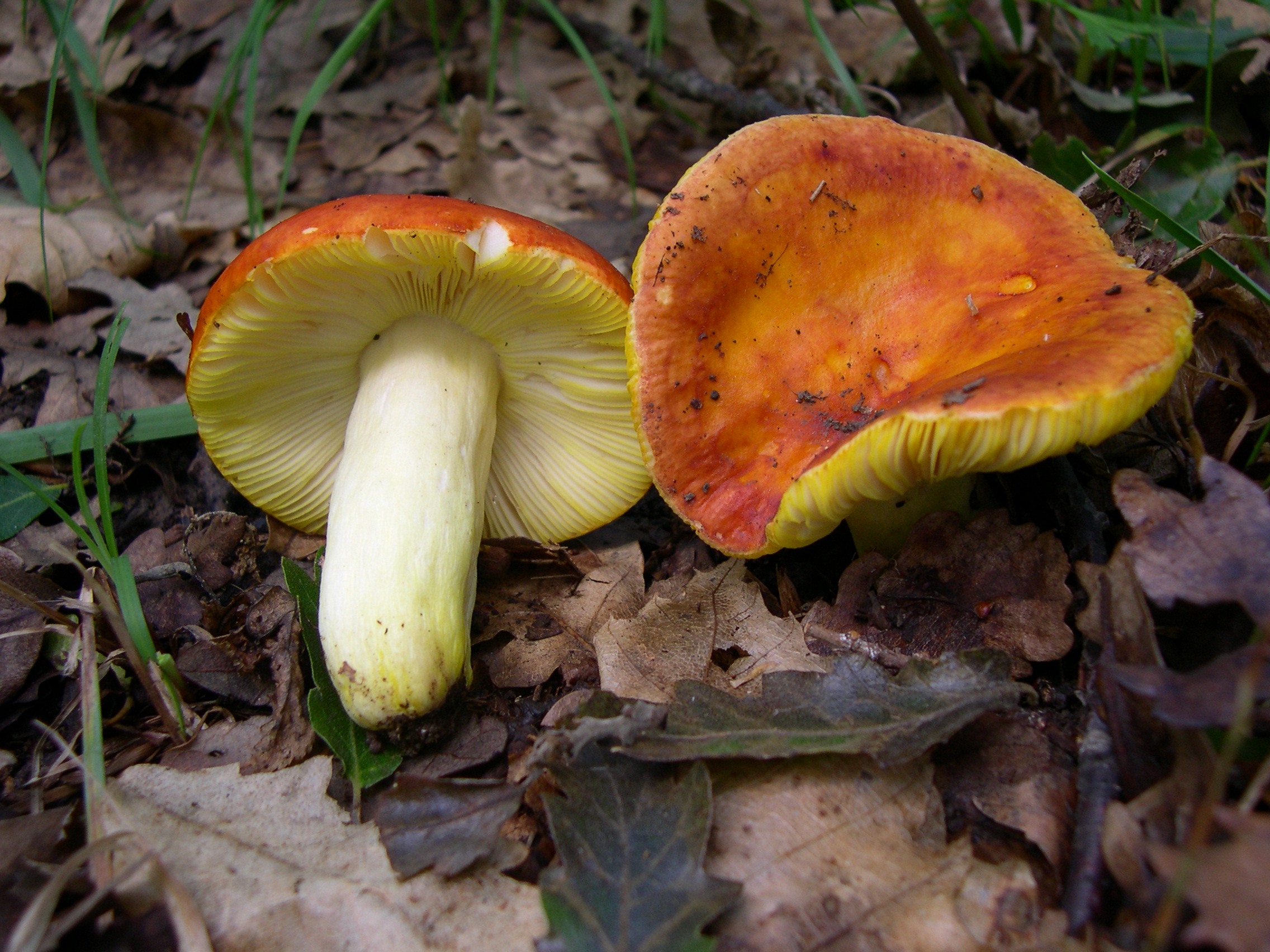
Russula aurea

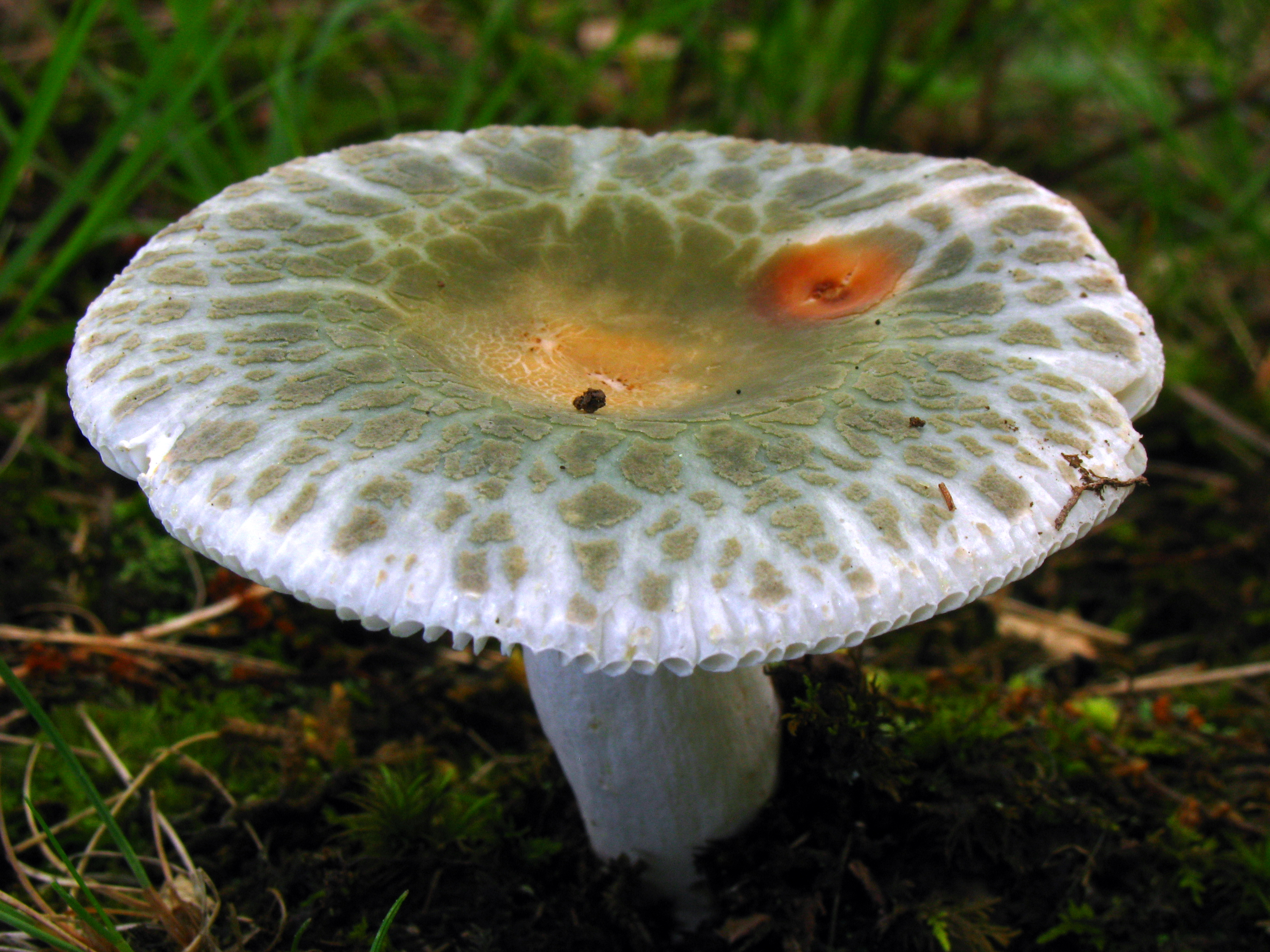
Russula parvovirescens

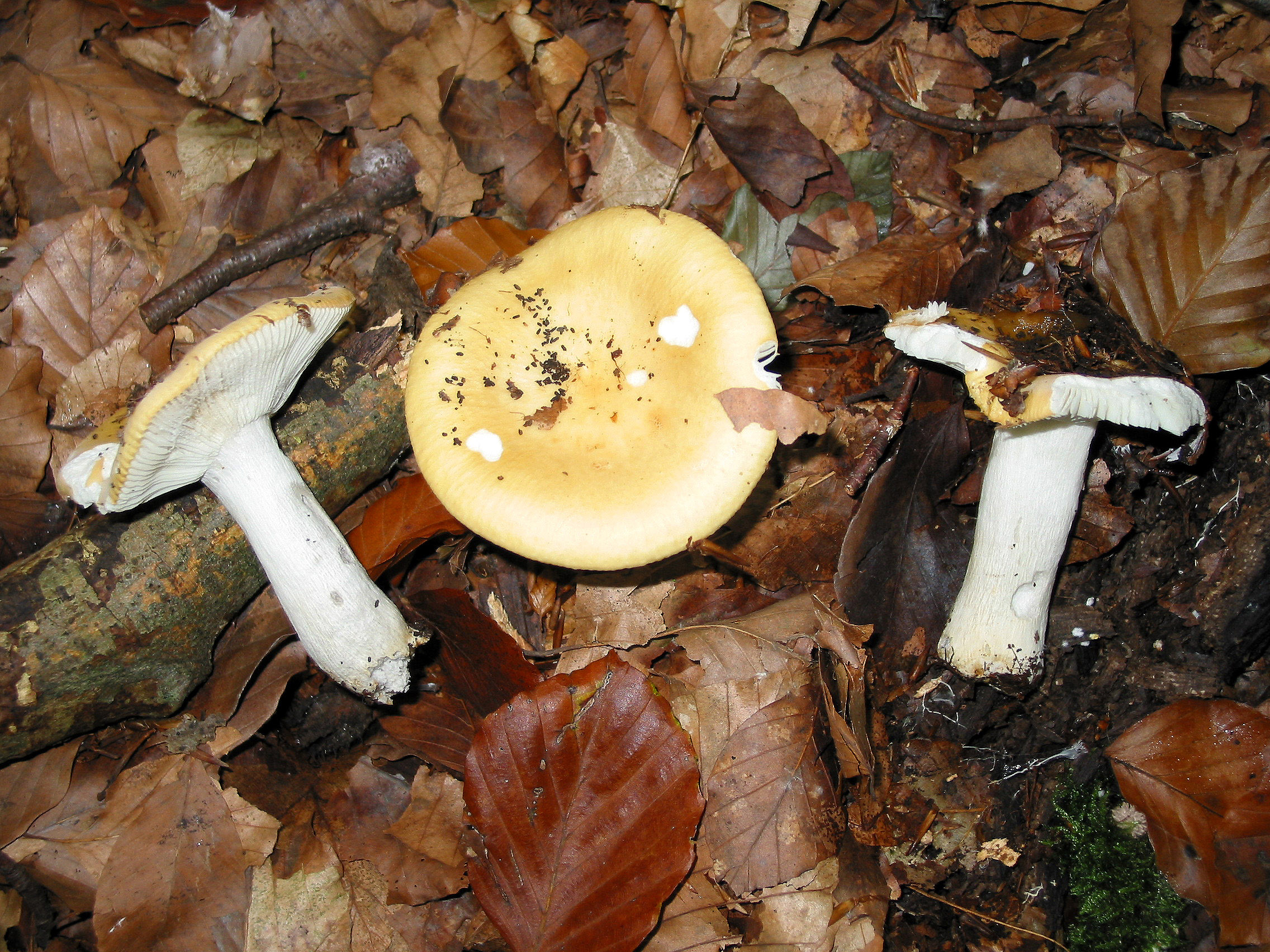
Russula ochroleuca

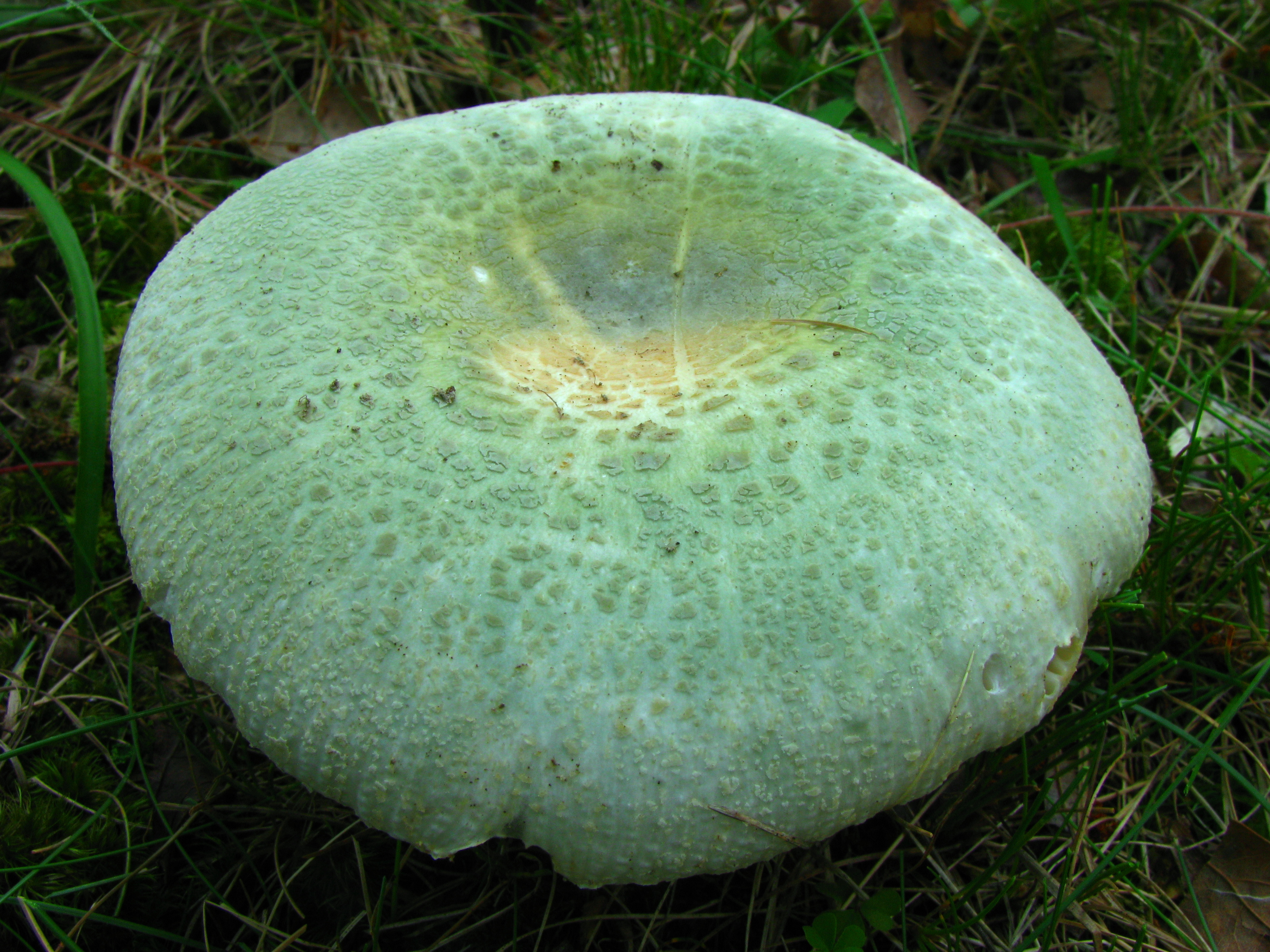
Russula parvovirescens

Le genre Russula, en français les russules, regroupe des champignons parmi les plus répandus dans les bois et les forêts. Ce sont des basidiomycètes appartenant à l'ordre des Russulales et à la famille des Russulaceae, dont fait également partie le genre Lactarius, les lactaires. Russules et lactaires ont en commun d'être des champignons à lamelles, possédant une chair grenue et cassante. Mais, contrairement aux lactaires, les russules n'ont pas de laticifères efficients (ils sont présents mais ne produisent pas de « lait » qui coule à la cassure), de plus leurs lamelles sont rarement décurrentes. Il existe plus de 1400 espèces de russules dans le monde selon Catalogue of Life, souvent très difficiles à différencier. Peu d'entre elles sont de bons comestibles, d'autres sont émétiques, quelques-unes peuvent être toxiques.
De nombreuses russules synthétisent comme métabolite secondaire des terpènes connus pour fournir un goût âcre et poivré, et pour produire des composés terpénoïdes (molécules de défense contre les herbivores, molécules aux propriétés antibiotiques, antitumorales, des phytohormones et des mycotoxines produites à la suite d'un stress environnemental).

## Description du sporophore

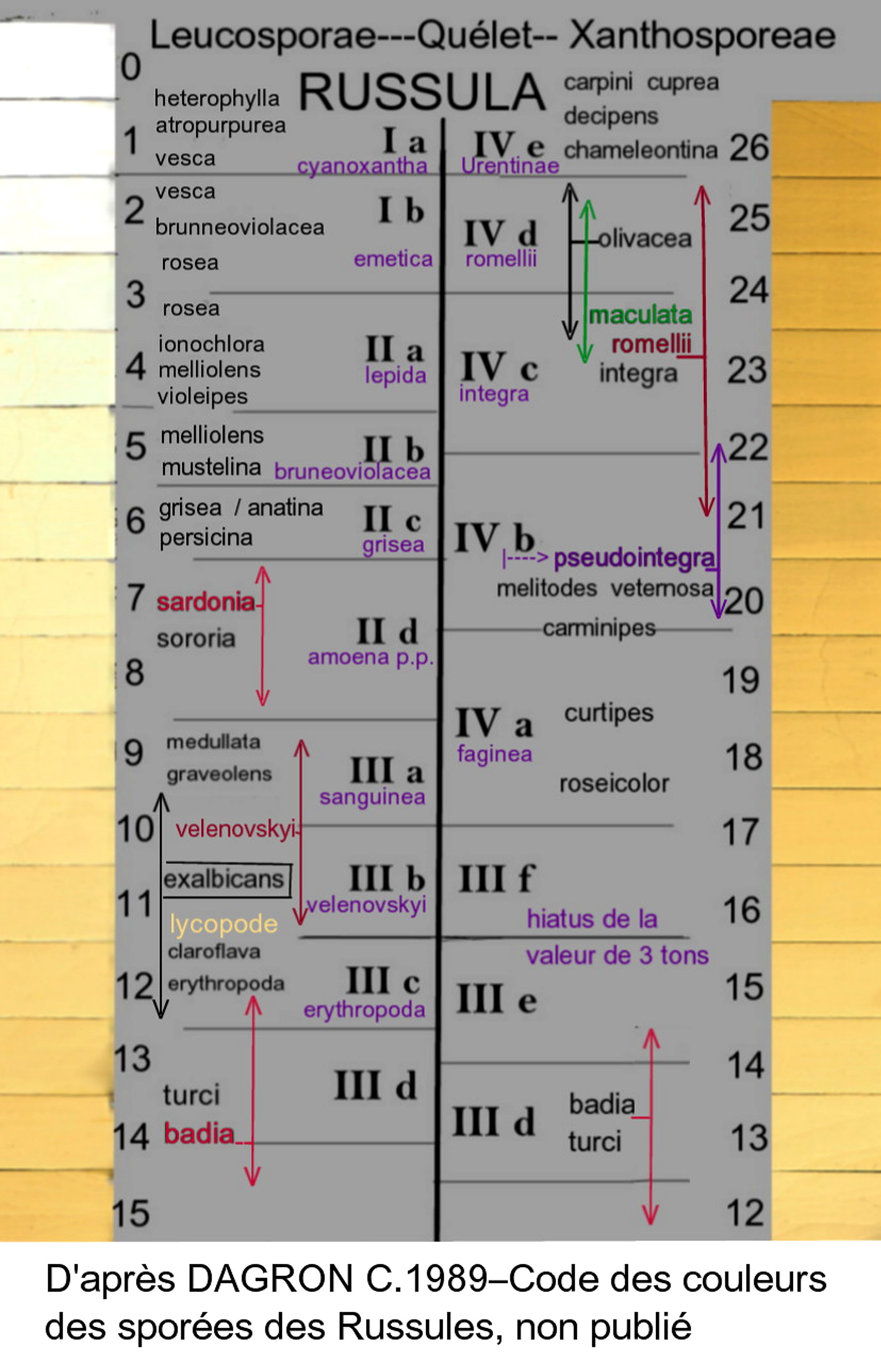
Un exemple de nuancier de couleur de sporée (le code Dagron, inédit).Les chiffres Romains indiquent la correspondance avec le code Romagnesi (1967)

La façon la plus simple de reconnaître une russule est de casser son pied (ou stipe). Celui-ci, immuablement blanc dans la plupart des espèces, se casse en effet très facilement, un peu à la façon d'un bâton de craie. Seul le lactaire possède la même propriété, mais il laisse aussitôt apparaître des gouttes de « lait » à la cassure. Le chapeau, arrondi lorsque le champignon est jeune, devient vite très plat, le plus souvent concave. Depuis le blanc sale jusqu'au noir, il offre toute une gamme de couleurs d'une richesse exceptionnelle, incluant notamment toutes les nuances de jaune, de rouge et de vert (il existe même une russule bleue, Russula parazurea). La couleur des lamelles des exemplaires parvenus à maturité varie du blanc à l'ocre. La Russule sardoine (Russula sardonia, également appelée Russula drimeia) a des lamelles jaune citron d'emblée, ce qui en fait une russule facile à reconnaître. Une autre russule, à chapeau rouge avec des plages jaunes, est maculée de jaune de chrome tant sur les lames que le stipe et porte le nom de Russule dorée (Russula aurata). La couleur des spores des russules varie du blanc à l'ocre (voir photo ci-dessous).

## Principales espèces
Les diverses espèces de russules sont très nombreuses : sans rechercher l'exhaustivité, Régis Courtecuisse (voir bibliographie) recense 163 espèces en Europe, sans compter les sous-espèces et les variétés. Sauf quelques rares cas, leur identification est impossible sans étudier la couleur des spores et leur aspect (microscope indispensable) ou le comportement face aux réactifs chimiques. La liste ci-dessous ne donne que quelques espèces, comprenant d'abord les meilleurs comestibles:
- Russule charbonnière (Russula cyanoxantha) : large russule dont le chapeau peut atteindre 15 cm de diamètre, il est généralement violacé, mais peut prendre diverses nuances, depuis le gris ardoise jusqu'au rose. Saveur très douce. Une bonne façon de la reconnaître est de passer le doigt sur les lames, qui ont une consistance grasse, lardacée. Comestible.
- Russule verdoyante  ou palomet (Russula virescens): facilement reconnaissable à son chapeau vert clair tout craquelé, elle a une saveur évoquant la noisette.
- Russule comestible (Russula vesca) : assez proche de R. cyanoxantha. La couleur de son chapeau évoque celle du jambon et sa saveur celle de la noisette. Elle possède souvent des lames saillantes de la marge du chapeau. Comestible.
- Russule belette (Russula mustelina) : très grosse russule, chapeau brun fauve (10–15 cm), lames blanc crème, pied robuste, comestible.
- Russule émétique (Russula emetica) : dont la variété la plus courante est R. emetica silvestris. Chapeau rouge assez vif, saveur très âcre laissant la bouche brûlante. Considéré comme toxique. Par prudence, il convient de rejeter de même toutes les russules rouges.
- Russule jolie (Russula lepida) : autre russule rouge très commune dans les forêts européennes. Son chapeau rouge clair, un peu velouté, se crevasse par temps sec. La chair, notamment dans le pied, est très dure. Saveur légèrement mentholée.
- Russule xérampéline (Russula xerampelina) : russule pourpre appréciant surtout les conifères. Sa chair est brunissante, son odeur évoque un peu celle des écrevisses cuites.
- Russule de fiel (Russula fellea) : ainsi appelée à cause de sa chair très âcre, odeur de compote de pommes. Le chapeau est généralement ocre, plus ou moins orangé.
- Russule noircissante (Russula nigricans) : ainsi appelée car la chair rougit puis noircit au toucher. Chapeau blanchâtre à l'état jeune puis brun noirâtre, lames très espacées. Comestible. Russula nigricans

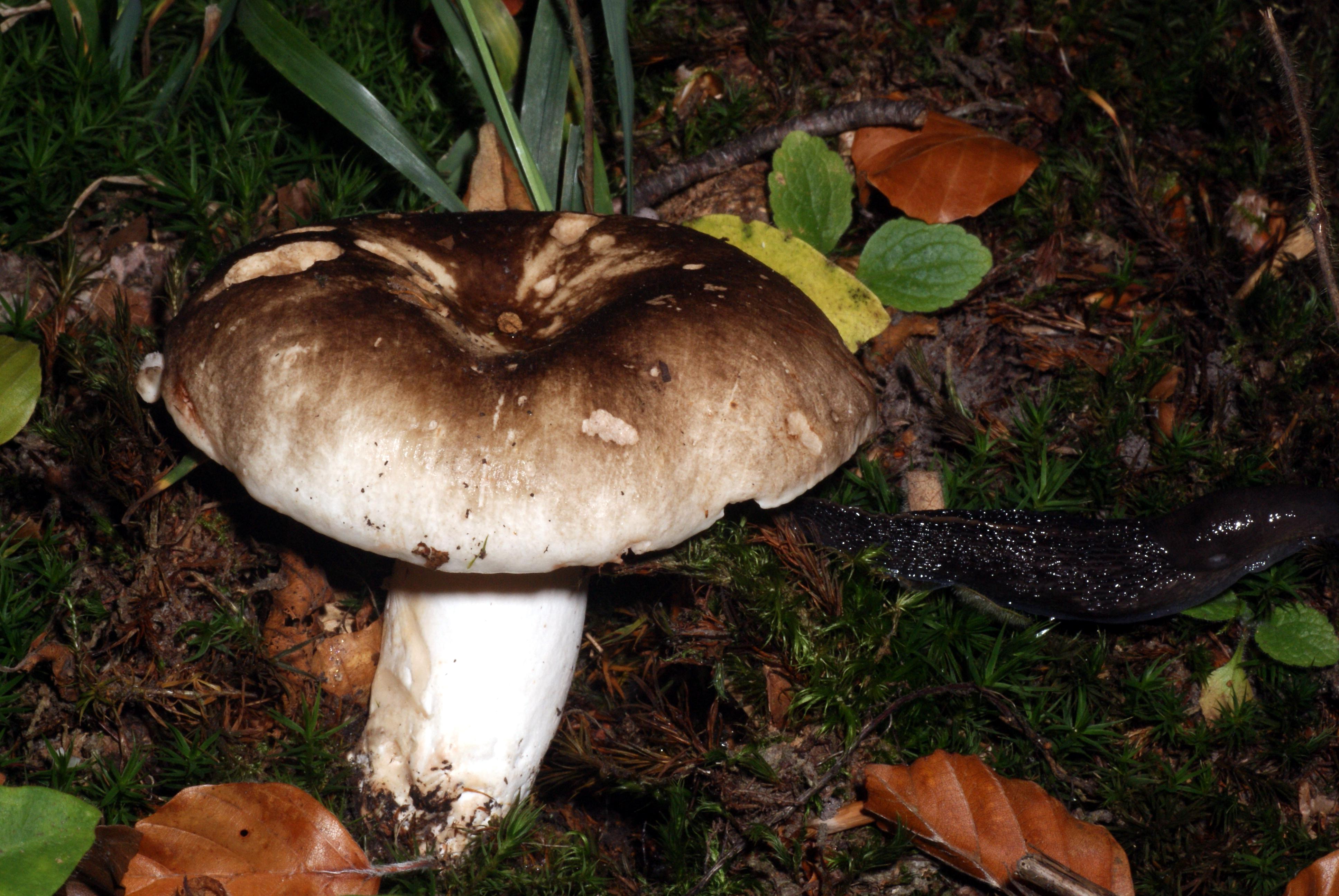
Russula nigricans

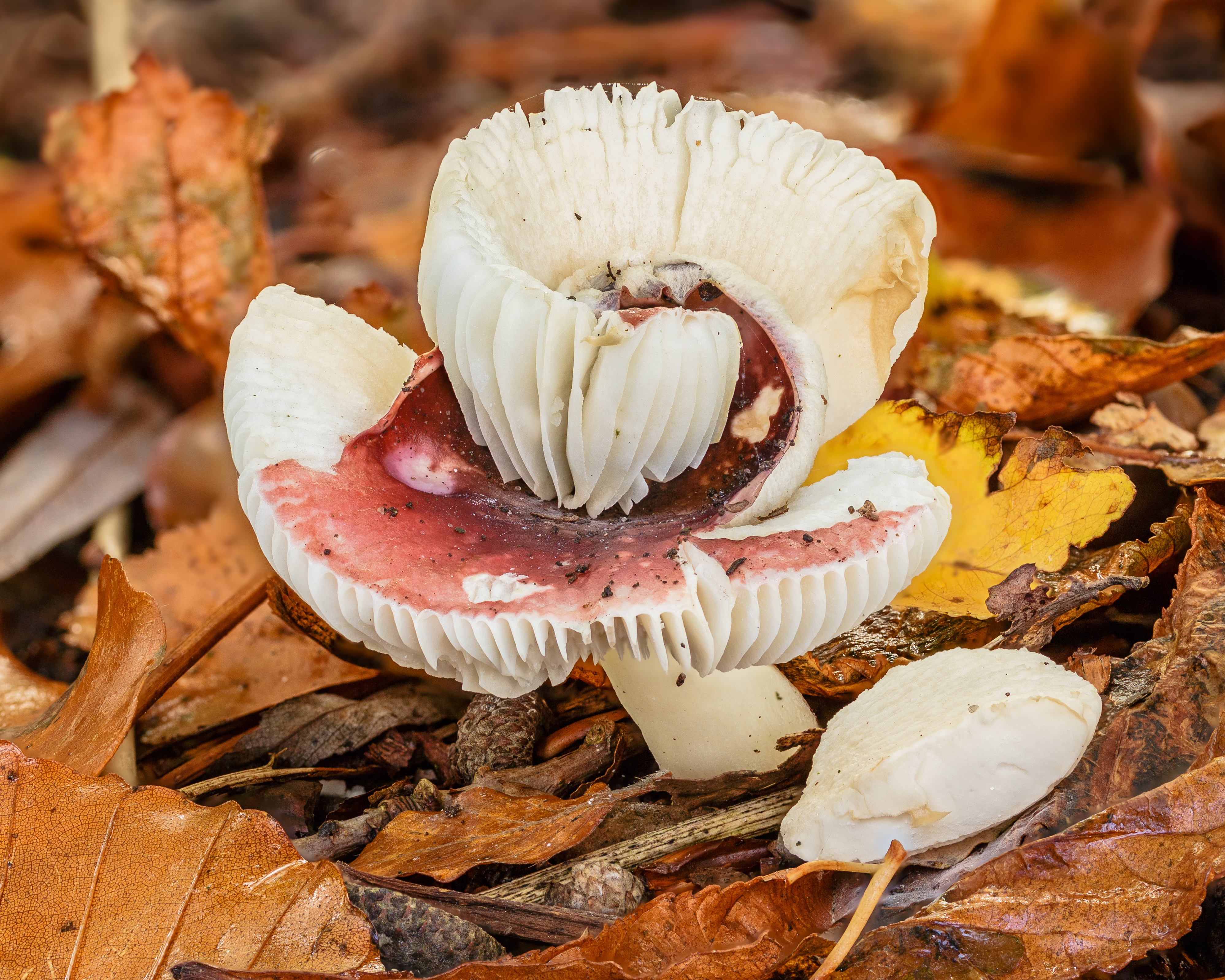
Russule de forme étrange en déclin.

## Comestibilité et propriétés culinaires
Beaucoup de russules sont immangeables et peuvent gâcher un plat de champignons. D'autres, notamment parmi celles qui ont un chapeau rouge, sont faussement réputées toxiques (mais leur teneur en métaux lourds bioaccumulés dépasse souvent les recommandations ou valeurs seuils),. On lit parfois qu'une première sélection peut s'opérer sur le terrain, en goûtant un morceau du chapeau, que l'on recrachera ensuite : si la chair a une saveur douce, le champignon est réputé comestible, dans le cas contraire, on peut le rejeter, du moins en Europe car l'Asie connait des espèces de russules mortelles, et d'autres qui, même recrachées, provoquent des paresthésies de la langue et autres désagréments). Il est donc plus prudent de s'abstenir de les porter en bouche et de se contenter des deux ou trois espèces facilement identifiables (voir ci-dessus), qui sont d'ailleurs les meilleures.
En Amérique du Nord, certaines variétés de russules, notamment Russula brevipes, deviennent de très bons comestibles s'ils sont atteints d'une dermatite qui les rend orange vif, due à un champignon parasite (Hypomyces lactifluorum). 
Certaines russules à chair douce, comme la Russule olivacée (Russula olivacea), ont été responsables d'intoxications assez sérieuses dans le sud de l'Europe.
Leur goût est fin, mais un peu fade selon certains. Il est préférable de ne pas les manger seules, et de les associer à des champignons plus goûteux et, en raison de leurs teneurs fréquemment trop élevées en métaux lourds et/ou métalloïdes,, de n'en manger que de petites quantité. 
Une autre façon de relever leur goût est de les faire cuire avec du fromage (recouvrir les champignons de lamelles d'emmental). On peut aussi les consommer grillées, avec de l'huile d'olive, de l'ail et du persil.

### Liste des espèces
L'espèce-type est Russula emetica (Schaeff.) Pers., (1796). Voici une liste non exhaustive de quelques espèces du genre Russula.
| - Russula acrolamellata McNabb, (1973) - Russula acrifolia Romagn., (1997) - Russula adusta (Pers.) Fr., (1838) - Russula aeruginea Lindblad ex Fr., (1863) - Russula albolutescens McNabb, (1973) - Russula allochroa McNabb, (1973) - Russula alutacea (Fr.) Fr., (1838) - Russula anatina Romagn., (1967) - Russula anthracina Romagn., (1962) - Russula atropurpurea (Krombh.), Britzelm. (1893) - Russula atroviridis Buyck, (1990) - Russula aucklandica McNabb, (1973) - Russula aurea Pers., (1796) - Russula australis McNabb, (1973) - Russula badia Quél., (1881) - Russula brevipes Peck, (1879) - Russula chloroides (Krombh.) Bres., (1900) - Russula claroflava Grove, (1888) - Russula consobrina (Fr.) Fr., (1838) - Russula cremeoochracea McNabb, (1973) - Russula curtipes F.H. Møller & Jul. Schäff., (1935) - Russula cyanoxantha (Schaeff.) Fr., (1863) - Russula decipiens (Singer) Kühner & Romagn., (1985) - Russula delica Fr., (1838) - Russula drimeia Cooke, (1881) - Russula emetica (Schaeff.: Fr.) Pers., (1796) - Russula erumpens Cleland & Cheel - Russula faginea Romagn. ex Romagn., (1967) - Russula fellea Fr., (1838) - Russula foetens Pers., (1796) - Russula fragilis (Pers.) Fr., (1838) - Russula grata Britzelm., (1898) - Russula grisea (Batsch) Fr., (1838) - Russula griseobrunnea McNabb, (1973) - Russula griseostipitata McNabb, (1973) - Russula griseoviolacea McNabb, (1973) - Russula griseoviridis McNabb, (1973) - Russula heterophylla (Fr.) Fr., (1838) - Russula ilicis Romagn., Chevassut & Privat, (1972) - Russula incarnata Morgan, (1836) - Russula inquinata McNabb, (1973) - Russula insignis Quél., (1888) - Russula integra (L.) Fr., (1838) - Russula laeta J. Schaeffer, (1952) - Russula lilacea Quél., Bull., (1876) - Russula littoralis Romagn., (1972) - Russula macrocystidiata McNabb, (1973) |  | - Russula maculata Quél. & Roze, (1877) - Russula medullata Romagn., (1997) - Russula miniata McNabb, (1973) - Russula multicystidiata McNabb, (1973) - Russula mustelina Fr., (1838) - Russula nana Killerm., (1936) - Russula nigricans (Bull.) Fr., (1838) - Russula nitida (Pers.) Fr., (1838) - Russula nobilis Velen., (1920) = Russula mairei Singer, (1929) - Russula novaezelandiae McNabb, (1973) - Russula ochroleuca Pers., (1796) - Russula ochrospora (Nicol.ex Quadr.& Rossi) Quadr., (1985) - Russula olivacea (Schaeff.) Fr., (1838) - Russula paludosa Britzelm., (1891) - Russula papakaiensis McNabb, (1973) - Russula parazurea Jul. Schäff., (1931) - Russula pectinata Fr., (1838) - Russula pectinatoides Peck, (1907) - Russula pilocystidiata McNabb, (1973) - Russula pleurogena Buyck & E. Horak, (1999) - Russula pseudoareolata McNabb, (1973) - Russula pseudoraoultii Ayel & Bidaud, (1996) - Russula pudorina McNabb, (1973) - Russula purpureotincta McNabb, (1973) - Russula queletii Fr., (1872) - Russula rimosa Murrill, (1946) [1945] - Russula rimulosa Pennycook, (2003) - Russula rhodomelanea Sarnari, (1993) - Russula rosea Pers., (1796) - Russula roseopileata McNabb, (1973) - Russula roseostipitata McNabb, (1973) - Russula rubra Fr., (1838) - Russula sanguinea (Bull.) Fr., (1838) - Russula silvestris (Singer) Reumaux, (1996) - Russula solitaria McNabb, (1973) - Russula sororia (Fr.) Romell, (1891) - Russula subvelutina Peck, (1906) - Russula subvinosa McNabb, (1973) - Russula tawai McNabb, (1973) - Russula torulosa Bres., (1929) - Russula tricholomopsis McNabb, (1973) - Russula umerensis McNabb, (1973) - Russula vesca Fr., (1836) - Russula vinaceocuticulata McNabb, (1973) - Russula vinosopurpurea Jul.Schäff., (1938) - Russula vinosa Lindblad, (1901) - Russula violeipes Quél., (1898) - Russula virescens (Schaeff.) Fr., (1836) - Russula viridis Cleland, (1933) - Russula viridirubrolimbata J.Z. Ying, (1983) - Russula vivida McNabb, (1973) - Russula xerampelina (Schaeff.) Fr., (1838) |